# بيتر ن. ماير
بيتر ن. ماير هو سياسي نرويجي، ولد في 29 نوفمبر 1954 في أوسلو في النرويج. نشط حزبياً في حزب التقدم.

## مناصب
- انتخب نائب عضو برلمان النرويج  [لغات أخرى]‏ عن دائرة أوسلو [الإنجليزية]‏ وقد انضم خلال فترته النيابية  [لغات أخرى]‏ (2013 – 2017) للكتلة البرلمانية حزب التقدم.
- انتخب نائب عضو برلمان النرويج  [لغات أخرى]‏ عن دائرة أوسلو [الإنجليزية]‏ وقد انضم خلال فترته النيابية  [لغات أخرى]‏ (2005 – 2009) للكتلة البرلمانية حزب التقدم.
- انتخب نائب عضو برلمان النرويج  [لغات أخرى]‏ عن دائرة أوسلو [الإنجليزية]‏ وقد انضم خلال فترته النيابية  [لغات أخرى]‏ (2001 – 2005) للكتلة البرلمانية حزب التقدم.
- انتخب نائب عضو برلمان النرويج  [لغات أخرى]‏ عن دائرة أوسلو [الإنجليزية]‏ وقد انضم خلال فترته النيابية ‏ (1981 – 1985) للكتلة البرلمانية حزب التقدم.
- انتخب عمدة أوسلو [الإنجليزية]‏ (24 أكتوبر 1990 – 31 ديسمبر 1991).
- في الانتخابات البرلمانية النرويجية 2009 [الإنجليزية]‏، انتخب عضو برلمان النرويج  [لغات أخرى]‏ عن دائرة أوسلو [الإنجليزية]‏ وقد انضم خلال فترته النيابية  [لغات أخرى]‏ (1 أكتوبر 2009 – 30 سبتمبر 2013) للكتلة البرلمانية حزب التقدم.